# Der Dieb (1997)
Der Dieb (russischer Originaltitel Вор, Wor, französischer Titel Le voleur et l’enfant) ist ein 1997 erschienenes russisch-französisches Filmdrama, dessen Drehbuch von Pawel Tschuchrai stammt, der auch Regie führte. Der Film handelt von einer jungen Frau namens Katya (Jekaterina Rednikowa) und ihrem Sohn Sanya (Michail Filiptschuk), die 1946 einen sowjetischen Offizier namens Tolyan (Wladimir Maschkow) treffen. Katya verliebt sich in Tolyan, der sich später jedoch als Krimineller entpuppt. Inzwischen ist er aber für Sanya zu einem Vaterersatz geworden.
Der Film erhielt eine Nominierung für den Oscar in der Kategorie „Bester fremdsprachiger Film“ und gewann den Nika-Filmpreis in der Kategorie „Beste Bilder und Beste Aufnahmen“. Ebenso ging er als Sieger beim Internationalen Jugendjury-Preis hervor, konnte die italienische Senatspräsidentenmedaille in Gold verbuchen, und war Gewinner des UNICEF Award bei den 1997 stattfindenden Internationalen Filmfestspielen von Venedig.

## Handlung
Katya, eine arme und verzweifelte Witwe, und ihr minderjähriger Sohn Sanya, versuchen in der Sowjetunion der Nachkriegszeit in den späten 1940er-Jahren bis in die frühen 1950er-Jahre schlicht zu überleben. In einem Zug treffen die beiden auf den attraktiven Offizier Tolyan, der Katya verführt. Von da an lebt die junge Frau mit ihm zusammen, wobei Tolyan sich stets als ihr Ehemann ausgibt und bei ihrem Sohn Sanya die Vaterrolle ausübt. Sanya fasst nur langsam Zutrauen zu Tolyan, schließt ihn aber nach und nach tief in sein Herz. Auch Katya misstraut dem umtriebigen Mann anfangs, da er oft sehr autoritär auftritt und seine Anwesenheit sie im Alltag mehr als einmal einengt.
Sein gutes Aussehen und seine offensichtliche Großzügigkeit sowie sein Status als Kriegsveteran verhelfen Tolyan stets zu lukrativen beruflichen Positionen, wie Katya glaubt. Sie weiß nicht, dass er die Familie über Wasser hält, indem er Bekanntschaften, die er aufgrund seiner Art schnell zu schließen im Stande ist, betrunken macht und anschließend ausraubt oder gutgläubigen Mitmenschen Kino- oder Zirkuskarten schenkt, um ihnen in der Zeit ihrer Abwesenheit die Wohnung leerzuräumen. Katya und Sanya bemerken zusehends, dass Tolyan auch andere, harte Seiten hat, die ein Zusammenleben immer mehr erschweren. Tragisch wird die Situation für die drei, als sich herausstellt, dass Tolyan mit Sanyas Liebe zu ihm im Grunde nichts anfangen kann. Doch verschließen Mutter und Sohn davor erst einmal die Augen, da sie eine Trennung von Tolyan nicht möchten. Eine Tragödie nimmt ihren Lauf, die mit Tolyans Festnahme ihren Höhepunkt erreicht.
Einige Jahre sind vergangen, als Sanya den einst von ihm so geliebten Ersatzvater wiedertrifft, der kaum noch etwas mit dem Mann zu tun hat, den er einst bewunderte. Eine erbarmungswürdige Gestalt steht ihm gegenüber.

## Produktion
Es handelt sich um eine Produktion der Mosfilm-Studios in Zusammenarbeit mit Productions Le Pont und Roissy Film. Im Soundtrack erklingt unter anderem der Titel La Paloma, geschrieben von Sebastián de Yradier.

## Rezeption

### Veröffentlichung
Der Film wurde am 31. August 1997 auf den Filmfestspielen in Venedig vorgestellt. In Russland kam er am 13. Oktober 1997 in die Kinos. 1998 wurde er sodann in folgenden Ländern veröffentlicht: Spanien, Australien, Hongkong, Vereinigtes Königreich, USA, Kanada, Ungarn, Schweden, Griechenland (auf dem Filmfestival in Athen), Island, Mexiko (Muestra International de Cine) und in Frankreich, dort unter dem Titel Le voleur et l’enfant. Im Jahr 1999 startete er in Neuseeland, in der Türkei, in Argentinien (Buenos Aires International Festival of Independent Cinema), in Norwegen, in Argentinien allgemein, in Dänemark und in Belgien. In Japan (Tokio) wurde er im Oktober 2000 veröffentlicht. Zu sehen war er außerdem in Brasilien, Spanien, Finnland, Ungarn, Italien, Polen und Rumänien. Der internationale Titel lautet: The Thief.
In Deutschland war der Film unter dem Titel Der Dieb erstmals am 11. März 1999 zu sehen.

### Kritik
Kino.de schrieb: „Für den Oscar nominiertes, sehr emotionales und packendes Drama um Menschen, die sich im Rußland des Kalten Krieges durchschlagen. […] Was als Gaunerkomödie begann, endet als bittere Tragödie.“ Der Zuschauer erlebe durch die Augen eines Kindes „das Ende der Stalin-Ära und die Zerrissenheit und Desorientierung eines Landes nach der Diktatur“, wobei sich „Parallelen zur Gegenwart“ aufdrängen würden.
Film.at sprach von einem „eindringliche[m] Portrait einer außergewöhnlichen Jugend in Rußland“ und führte weiter aus: „Realistisch-herb inszeniert der Russe Pavel Tschuchrai eine Vater-Sohn-Beziehung aus Sicht des kleinen Sanya. Für dieses meisterliche Nachkriegsdrama wurde Tschuchrai für den Oscar 1998 nominiert.“

## Auszeichnungen

### Gewonnen
- Soswesdije 1997:
  - Bester Schauspieler – Wladimir Maschkow
- Internationale Filmfestspiele von Venedig 1997:
  - Internationaler Jugendjury-Preis – Pawel Tschuchrai
  - Italienische Senatspräsidentenmedaille in Gold – Pawel Tschuchrai
  - UNICEF Award – Pawel Tschuchrai
- Open CIS und Baltik Film Festival 1997:
  - Bester Schauspieler – Wladimir Maschkow
  - Bester Regisseur – Pawel Tschuchrai
  - Preis der Filmverleih-Jury – Pawel Tschuchrai
- Nika 1998:
  - Bester Schauspieler – Wladimir Maschkow
  - Beste Schauspielerin – Jekaterina Rednikowa
  - Bester Regisseur – Pawel Tschuchrai
  - Bester Film – Pawel Tschuchrai und Igor Tolstunow
  - Beste Filmmusik – Wladimir Daschkewitsch
- Young Artist Award 1998:
  - Bester junger Schauspieler in einem fremdsprachigen Film – Michail Filiptschuk

### Nominiert
- Internationale Filmfestspiele von Venedig 1997:
  - Goldener Löwe – Pawel Tschuchrai
- Europäischer Filmpreis 1997:
  - Bester Film – Igor Tolstunow
- Golden Globe Award
  - Golden Globe for Best Foreign Language Film – Russia
- Oscarverleihung 1998:
  - Oscar für den besten fremdsprachigen Film
- Nika 1998:
  - Bester Kameramann – Wladimir Klimow
  - Beste Kostümdesignerin – Natalja Monewa
  - Bester Produktionsdesigner – Wiktor Petrow
  - Bestes Drehbuch – Pawel Tschuchrai
  - Bester Ton – Julija Jegorowa
- Goya Awards 1999:
  - Bester Europäischer Film – Pawel Tschuchrai